# خانه رضاقلی خلیلی
خانه رضا قلی خلیلی مربوط به اواخر دوره قاجار است و در شهرستان خوسف، روستای نوغاب واقع شده و این اثر در تاریخ ۲۵ اسفند ۱۳۷۹ با شمارهٔ ثبت ۳۴۴۹ به‌عنوان یکی از آثار ملی ایران به ثبت رسیده است.